# Michael Klukowski
Michael Klukowski (Amstetten, Austria, 27 de mayo de 1981) es un futbolista polaco nacido en Austria y nacionalizado canadiense. Juega de defensa y su actual equipo es el Manisaspor de la Superliga de Turquía.

## Selección nacional
Ha sido internacional con la Selección de fútbol de Canadá, ha jugado 26 partidos internacionales.

### Participaciones Internacionales
| Mundial                            | Sede           | Resultado    |
| ---------------------------------- | -------------- | ------------ |
| Copa Mundial de Fútbol Sub-20 2001 | Argentina      | Primera fase |
| Copa de Oro de la Concacaf 2009    | Estados Unidos | 4° de final  |

## Clubes
| Club         | País    | Año       |
| ------------ | ------- | --------- |
| Dijon FCO    | Francia | 1998-1999 |
| Tourcoing FC | Francia | 1999-2000 |
| Lille OSC    | Francia | 2000-2002 |
| La Louviere  | Bélgica | 2002-2005 |
| Club Brujas  | Bélgica | 2005-2010 |

- Datos: Q700352
- Multimedia: Michael Klukowski / Q700352